# Discografia de The Wanted
A discografia de The Wanted, uma banda britânica, consiste em três álbuns de estúdio e o mesmo número de extended plays. Lançaram doze singles e um número igual de vídeos musicais. As suas vendas discográficas são avaliadas em mais de três milhões de registos vendidos mundialmente. O grupo formou-se em 2009 após ser escolhido numa audição criada por Jayne Collins, em que mais de mil pessoas participaram e resultou na criação de outras duplas como The Saturdays e Parade. O processo de formação demorou nove meses e originalmente apenas Max George, Tom Parker e Nathan Sykes estavam envolvidos inicialmente, contudo, mais tarde juntaram-se Siva Kaneswaran e Jay McGuiness.
Os cinco rapazes acabaram por assinar contrato com a editora discográfica Geffen Records, resultando na primeira aparição nas tabelas musicais em 2010. "All Time Low" foi o single de estreia, escrita e produzida por Steve Mac, com auxílio na composição por Wayne Hector e Ed Drewett. A música atingiu a primeira posição da UK Singles Chart e permaneceu durante dezassete semanas na publicação. Em Outubro, foi lançado o álbum de estreia e homónimo, atingindo o quarto lugar no Reino Unido e na Escócia. A segunda faixa de trabalho foi "Heart Vacancy", que subiu até à segunda posição em território britânico. Para finalizar o processo de divulgação, seguiu-se "Lose My Mind" que obteve um desempenho comercial mais fraco que os seus antecessores. Em Março de 2011, "Gold Forever" serviu como tema beneficente para a causa Comic Relief e como avanço do sucessor do CD homónimo. Depois da transferência para a Island Records, a banda lançou o seu segundo projecto de originais intitulado Battleground, em Novembro. Chegou a atingir a quarta posição na Irlanda e a quinta na UK Albums Chart, resultando na certificação de ouro pela Irish Recorded Music Association (IRMA) e platina pela British Phonographic Industry (BPI).
"Glad You Came" conseguiu chegar à liderança das tabelas musicais da Irlanda, Escócia e do Reino Unido, obtendo ainda a certificação de três platinas pela Recording Industry Association of America (RIAA) dos Estados Unidos e o terceiro lugar na Billboard Hot 100. Direccionado apenas para os mercados norte-americanos, The Wanted lançaram o extended play homónimo que atingiu o sétimo lugar na Billboard 200 e sexto na Canadian Albums Chart. O EP foi constituído com músicas incluídas nos dois discos anteriores do grupo, mas também por três novas canções. "Chasing the Sun", uma das novidades, foi o terceiro single extraído do formato, chegando ao topo dos mais vendidos na Escócia, segunda posição no Reino Unido e quarta na Irlanda. Na Austrália, mesmo não passando do décimo oitavo posto, conseguiu a sua primeira certificação de platina no país, atribuída pela Australian Recording Industry Association (ARIA). Em Setembro de 2012, "I Found You" foi lançado a fim de iniciar a promoção do terceiro disco da dupla, Word of Mouth.

## Álbuns

### Álbuns de estúdio
| The Wanted - Lançamento: 22 de Outubro de 2010 - Editora discográfica: Geffen - Formato(s): CD, descarga digital            | 4 | —  | —   | 11 | 40 | 4 | - : 200 milhões | - BPI: Platina              |
| Battleground - Lançamento: 4 de Novembro de 2011 - Editora discográfica: Geffen, Island - Formato(s): CD, descarga digital  | 3 | 56 | 129 | 4  | —  | 5 |                 | - IRMA: Ouro - BPI: Platina |
| Word of Mouth - Lançamento: 1 de Novembro de 2013 - Editora discográfica: Geffen, Island - Formato(s): CD, descarga digital | 9 | 31 | 151 | 10 | 23 | 9 |                 |                             |
| "—" denota um título que não tenha entrado na tabela musical do respectivo país.                                            |   |    |     |    |    |   |                 |                             |

### EP
| iTunes Festival: London 2011                                                     | - Lançamento: 24 de Outubro de 2011 - Editora discográfica: Island - Formato(s): Descarga digital   | — | — |
| The Wanted: The EP                                                               | - Lançamento: 24 de Abril de 2012 - Editora discográfica: Island - Formato(s): CD, descarga digital | 8 | 7 |
| "—" denota um título que não tenha entrado na tabela musical do respectivo país. | |   |   |

## Singles
| Ano                                                                              | Título                   | Melhor posição nas tabelas musicais | Melhor posição nas tabelas musicais | Melhor posição nas tabelas musicais | Melhor posição nas tabelas musicais | Melhor posição nas tabelas musicais | Melhor posição nas tabelas musicais | Melhor posição nas tabelas musicais | Melhor posição nas tabelas musicais | Melhor posição nas tabelas musicais | Melhor posição nas tabelas musicais | Certificação                                                                  | Álbum                              |
| Ano                                                                              | Título                   | ALE                                 | AUS                                 | AUT                                 | CAN                                 | ESC                                 | EUA                                 | IRL                                 | NZ                                  | PB                                  | RU                                  | Certificação                                                                  | Álbum                              |
| -------------------------------------------------------------------------------- | ------------------------ | ----------------------------------- | ----------------------------------- | ----------------------------------- | ----------------------------------- | ----------------------------------- | ----------------------------------- | ----------------------------------- | ----------------------------------- | ----------------------------------- | ----------------------------------- | ----------------------------------------------------------------------------- | ---------------------------------- |
| 2010                                                                             | "All Time Low"           | 44                                  | —                                   | —                                   | —                                   | 1                                   | —                                   | 13                                  | —                                   | —                                   | 1                                   | - BPI: Ouro                                                                   | The Wanted                         |
| 2010                                                                             | "Heart Vacancy"          | —                                   | —                                   | —                                   | —                                   | 4                                   | —                                   | 18                                  | —                                   | —                                   | 2                                   | - BPI: Prata                                                                  | The Wanted                         |
| 2010                                                                             | "Lose My Mind"           | —                                   | —                                   | —                                   | —                                   | 24                                  | —                                   | 30                                  | —                                   | —                                   | 19                                  |                                                                               | The Wanted                         |
| 2011                                                                             | "Gold Forever"           | —                                   | —                                   | —                                   | 86                                  | 2                                   | —                                   | 13                                  | —                                   | —                                   | 3                                   | - BPI: Prata                                                                  | Battleground                       |
| 2011                                                                             | "Glad You Came"          | —                                   | 20                                  | 3                                   | 2                                   | 1                                   | 3                                   | 1                                   | 13                                  | 12                                  | 1                                   | - ARIA: Ouro - MC: 5× Platina - RIAA: 3× Platina - RIANZ: Platina - BPI: Ouro | Battleground                       |
| 2011                                                                             | "Lightning"              | —                                   | —                                   | —                                   | 84                                  | 2                                   | —                                   | 5                                   | 23                                  | —                                   | 2                                   | - BPI: Prata                                                                  | Battleground                       |
| 2011                                                                             | "Warzone"                | —                                   | —                                   | —                                   | —                                   | 18                                  | —                                   | 27                                  | —                                   | —                                   | 21                                  |                                                                               | Battleground                       |
| 2012                                                                             | "Chasing the Sun"        | 17                                  | 18                                  | 19                                  | 18                                  | 1                                   | 50                                  | 4                                   | 27                                  | 86                                  | 2                                   | - ARIA: Platina - MC: Platina - RIAA: Ouro - RIANZ: Ouro - BPI: Prata         | The Wanted: The EP / Word of Mouth |
| 2012                                                                             | "I Found You"            | —                                   | 63                                  | —                                   | 50                                  | 3                                   | 89                                  | 8                                   | —                                   | —                                   | 3                                   | - MC: Ouro                                                                    | Word of Mouth                      |
| 2013                                                                             | "Walks like Rihanna"     | 54                                  | 32                                  | 53                                  | —                                   | 2                                   | —                                   | 3                                   | —                                   | 18                                  | 4                                   |                                                                               | Word of Mouth                      |
| 2013                                                                             | "We Own the Night"       | —                                   | 40                                  | 51                                  | —                                   | 6                                   | 94                                  | 13                                  | —                                   | —                                   | 10                                  |                                                                               | Word of Mouth                      |
| 2013                                                                             | "Show Me Love (America)" | —                                   | —                                   | —                                   | —                                   | 9                                   | —                                   | 18                                  | —                                   | —                                   | 8                                   |                                                                               | Word of Mouth                      |
| "—" denota um título que não tenha entrado na tabela musical do respectivo país. |                          |                                     |                                     |                                     |                                     |                                     |                                     |                                     |                                     |                                     |                                     |                                                                               |                                    |

### Outras canções
| Ano  | Título               | Melhor posição nas tabelas musicais | Álbum         |
| Ano  | Título               | RU                                  | Álbum         |
| ---- | -------------------- | ----------------------------------- | ------------- |
| 2010 | "Replace Your Heart" | 156                                 | The Wanted    |
| 2013 | "Drunk on Love"      | 147                                 | Word of Mouth |
| 2013 | "Could This Be Love" | 77                                  | Word of Mouth |

## Outras aparências
Nas seguintes canções, a banda ou qualquer um dos seus membros contribui com os seus vocais creditados em álbuns de outros artistas, sem lançamentos por parte dos próprios.
| Ano  | Título                                                                      | Álbum          |
| ---- | --------------------------------------------------------------------------- | -------------- |
| 2012 | "Bring It Home" (Dappy com a participação de The Wanted)                    | Bad Intentions |
| 2012 | "Have Some Fun" (Pitbull com a participação de Afrojack e The Wanted)       | Global Warming |
| 2013 | "Almost Is Never Enough" (Ariana Grande com a participação de Nathan Sykes) | Yours Truly    |

## Vídeos musicais
| Ano  | Título                   | Director            |
| ---- | ------------------------ | ------------------- |
| 2010 | "All Time Low"           | Max & Dania         |
| 2010 | "Heart Vacancy"          | Max & Dania         |
| 2010 | "Lose My Mind"           | Nigel Dick          |
| 2011 | "Gold Forever"           | Nigel Dick          |
| 2011 | "Glad You Came"          | Director X          |
| 2011 | "Lightning"              | Matt Stawski        |
| 2011 | "Warzone"                | Director X          |
| 2012 | "Chasing the Sun"        | Director X          |
| 2012 | "I Found You"            | Chris Marrs Piliero |
| 2013 | "Walks like Rihanna"     | Shane Drake         |
| 2013 | "We Own The Night"       | Frank Borin         |
| 2013 | "Show Me Love (America)" | Frank Borin         |